# Kiyarash Maleki
Kiyarash Maleki (persisch کیارش ملکی; * 19. Februar 1993 in Urmia) ist ein iranischer Volleyballtrainer und ehemaliger -spieler.

## Karriere als Spieler
Maleki begann mit dem Volleyball als Siebenjähriger in seiner Heimat bei Pegah Urmia. Später spielte er in der iranischen Hauptstadt bei Bank Keshavarzi. 2012/13 war der Außenangreifer bei Orum Dasht Urmia aktiv. Nach zwei Jahren in der türkischen Liga bei Kahramanmaraş Belediyespor erwarb Maleki 2016 an der Azad-Universität den Bachelor in Sportwissenschaften. Danach ging er nach Deutschland und spielte 2016/17 beim Zweitligisten TSV Giesen Grizzlys.

## Karriere als Trainer
Maleki startete seine Trainerkarriere 2017 in der Bezirksliga Hannover als Cheftrainer der Frauen vom TuS Vahrenwald. Von 2018 bis 2020 war er Co-Trainer beim hessischen Männer-Regionalligisten SSG Langen. 2020/21 war er Scout der Volleyball Juniors Frankfurt und parallel dazu Cheftrainer der HTG Bad Homburg in der hessischen Frauen-Oberliga. In der Saison 2021/22 war er Scout beim Bundesligisten United Volleys Frankfurt. Seit 2022 ist er Co-Trainer und Scout des Frauen-Bundesligisten USC Münster.